# Palvajärvi
Palvajärvi är en sjö i Finland. Den ligger i kommunen Jyväskylä i landskapet Mellersta Finland, i den södra delen av landet, 240 km norr om huvudstaden Helsingfors. Palvajärvi ligger 103,2 meter över havet. Den är 15 meter djup. Arean är 1,44 kvadratkilometer och strandlinjen är 12,82 kilometer lång. Sjön  ingår i Kymmene älvs huvudavrinningsområde.   I omgivningarna runt Palvajärvi växer i huvudsak blandskog. Den sträcker sig 2,7 kilometer i nord-sydlig riktning, och 1,6 kilometer i öst-västlig riktning.